# 梅林川
梅林川（うめばやしがわ）は、福岡県福岡市の油山を源流とし、早良区・城南区を流れ福岡市早良区大字梅林で七隈川に合流する準用河川である。